# نشيد عمان الوطني
السلام السلطاني ويُعرف أيضًا باسم النشيد الوطني العماني أو نشيد عمان الوطني، هو نشيد وطني كتبه الشاعر حفيظ بن سالم السيل الغساني، مستشار سلطان عُمان السابق قابوس بن سعيد ولحن الكلمات الموسيقار المصري محمد عبد الوهاب.